# Kościół św. Wawrzyńca i Matki Kościoła w Płochocinie
Kościół świętego Wawrzyńca i Matki Kościoła w Płochocinie – rzymskokatolicki kościół parafialny należący do parafii pod tym samym wezwaniem (dekanat nowski diecezji pelplińskiej).
Obecna świątynia, trzecia zbudowana na tym samym miejscu, została wzniesiona w 1891 roku. W dniu 7 października 1970 roku ówczesny biskup ordynariusz chełmiński Kazimierz Józef Kowalski ustanowił przy kościele Sanktuarium Maryjne poświęcone Matce Kościoła
Budowla reprezentuje styl neogotycki. Jej wyposażenie to elementy reprezentujące głównie styl barokowy. Jednym z nich jest obraz Matki Boskiej, namalowany zapewne przez Bartłomieja Strobla, nadwornego malarza króla Władysława IV Wazy.